# Architect van het Jaar
Architect van het Jaar is een jaarlijkse Nederlandse architectuurprijs voor de architect die of het architectenbureau dat de grootste bijdrage geleverd heeft aan de ontwikkeling van architectuur in Nederland. 
De prijs werd in 2007 ingesteld door architect Kees van der Hoeven ter gelegenheid van het 10-jarig jubileum van de website ArchitectenWerk.nl. Er bestonden op dat moment al verschillende architectuurprijzen. Deze werden echter vooral uitgereikt voor projecten. Met de nieuwe prijs werden voortaan ook de architectenbureaus achter deze projecten in het zonnetje gezet, en konden op deze manier de professionaliteit en innovatiekracht van Nederlandse architectenbureaus nader onder de aandacht gebracht worden bij opdrachtgevers, pers en publiek. Deze prijs is uitgegroeid tot een van de serieuze architectuurprijzen van Nederland. Van der Hoeven organiseerde tien jaar lang de prijsuitreiking. In 2018 werd dit overgenomen door Architectenweb.
De winnaar ontvangt een trofee en een geldprijs. Hoe de keuze voor een winnaar tot stand komt (met een jury, met een publieksjury of met een combinatie van beiden) wisselde door de tijd heen.     

## Winnaars
| Jaartal | Architect                               | Bron                 |
| ------- | --------------------------------------- | -------------------- |
| 2007    | UNStudio                                | [ 6 ] [ 1 ] [ 7 ]    |
| 2008    | Rudy Uytenhaak                          | [ 6 ]                |
| 2009    | SeARCH                                  | [ 6 ]                |
| 2010    | Onix                                    | [ 8 ] [ 6 ]          |
| 2011    | Atelier Kempe Till                      | [ 9 ] [ 6 ]          |
| 2012    | Concrete Amsterdam                      | [ 6 ]                |
| 2013    | RAAAF                                   | [ 6 ]                |
| 2014    | TeamCS & Klaske Havik                   | [ 6 ] [ 10 ]         |
| 2015    | Bert Dirrix                             | [ 6 ]                |
| 2016    | Koen van Velsen                         | [ 6 ] [ 11 ] [ 12 ]  |
| 2017    | Geen uitreiking                         |                      |
| 2018    | Floris Alkemade                         | [ 13 ] [ 14 ]        |
| 2019    | Happel Cornelisse Verhoeven             | [ 15 ]               |
| 2020    | Zecc Architecten                        | [ 16 ]               |
| 2021    | Delva Landscape Architecture & Urbanism | [ 17 ]               |
| 2022    | Bedaux de Brouwer Architecten           | [ 18 ]               |
| 2023    | Office Winhov                           | [ 19 ]               |
| 2024    | De Zwarte Hond                          | [ 20 ] [ 21 ] [ 22 ] |